# سینه‌هلالی طوقی
سینه‌هلالی طوقی (نام علمی: Melanopareia torquata) نام یک گونه از سرده سینه‌هلالی‌ها است.